# Lütke Beeke
Die Lütke Beeke ist ein elf Kilometer langer Zufluss des Eltingmühlenbachs, der seinerseits über Glane und Ems zur Nordsee entwässert.

## Geographie
Die Lütke Beeke entspringt zwischen Ladbergen und Kattenvenne im Kattmanns Kamp. Sie bildet auf drei Kilometer Länge die Grenze zwischen Ladbergen und Ostbevern und auf rund zwei Kilometern Fließstrecke die Grenze zwischen Ladbergen und Greven. Sie unterläuft den Dortmund-Ems-Kanal und umrundet Schmedehausen, bis sie in den Kolk der Eltingmühle und damit in den Eltingmühlenbach mündet.